# Daniel Hure
Daniel Hure (Valle Hermoso, Córdoba, 8 de enero de 1985) es un basquetbolista argentino que se desempeña como ala-pívot en Unión de Santa Fe de la Liga Nacional de Básquet de Argentina.

## Trayectoria

### Clubes
| Club                    | País      | Año             |
| ----------------------- | --------- | --------------- |
| La Unión de Colón       | Argentina | 2002 - 2004     |
| Sionista                | Argentina | 2004 - 2011     |
| Libertad                | Paraguay  | 2011            |
| Sionista                | Argentina | 2011 - 2014     |
| Olímpico                | Argentina | 2014 - 2015     |
| Sionista                | Argentina | 2015 - 2016     |
| Libertad                | Paraguay  | 2016            |
| Paulistano              | Brasil    | 2016 - 2017     |
| Gimnasia y Esgrima (CR) | Argentina | 2017 - 2018     |
| Hispano Americano       | Argentina | 2018 - 2020     |
| Libertad de Sunchales   | Argentina | 2020 - 2021     |
| Atenas                  | Argentina | 2021 - 2022     |
| Unión de Santa Fe       | Argentina | 2022            |
| Olímpico                | Argentina | 2022 - 2023     |
| Sionista                | Argentina | 2023            |
| Deportivo San José      | Paraguay  | 2023            |
| Unión de Santa Fe       | Argentina | 2023 - Presente |

## Selección nacional
Junto a Gabriel Deck, Nicolás Zurschmitten y Tomás Zanzottera, integró el plantel argentino que participó en la Copa Mundial de Baloncesto 3x3 de 2014 en Rusia. En esa ocasión Hure obtuvo la medalla de oro en la competencia de triples. 